# Los Cuadernos de Hack x Crack
Los Cuadernos de Hack x Crack fue una revista española especializada en seguridad informática.
Fue fundada en 2002 con el nombre de Los Cuadernos de Hack x Crack y rebautizada meses más tarde, con el objetivo de obtener un enfoque más comercial, con el nombre PC Paso a Paso. La mayor parte de los contenidos consistía en tutoriales prácticos sobre hacking, pudiendo practicar contra unos servidores que la misma revista proporcionaba. La revista poseía unos foros oficiales donde, gracias a la participación de los lectores, se creó una comunidad y unos contenidos que rivalizaban a la propia publicación. Además, aparecieron canales de comunicación no oficiales, como canales de IRC en la red Freenode frecuentados por lectores de la revista.

## Cierre
En 2005, tras tres años en actividad y por razones económicas, se publica el último ejemplar de la revista, el número 30. Toda la colección original de revistas fue liberada en Internet poco tiempo después de forma totalmente gratuita, aunque ciertas características, como los servidores necesarios para el desarrollo de algunos tutoriales, quedaron inutilizadas. Los foros oficiales funcionaron un tiempo más, pero finalmente también cerraron, y parte de la comunidad de usuarios migró hacia otros foros de hacking. 

## Grupo de gestión y Articulistas
- JoJo
- moebius
- el_chaman
- TuXeD: Eloy.
- Death_Master: Ramiro.
- netting: Enrique Andrade.
- yorkshire
- Pintxo
- bebbop
- Neofito
- Popolous: Juanjo
- disturb: Iván
- Grullanetx
- kurin
- okahei
- TaU
- PyC
- eXcalibur